# Octylpropionat
Octylpropionoat (auch Propionsäureoctylester) ist ein Carbonsäureester, der sich von der Propionsäure und von 1-Octanol ableitet.

## Vorkommen

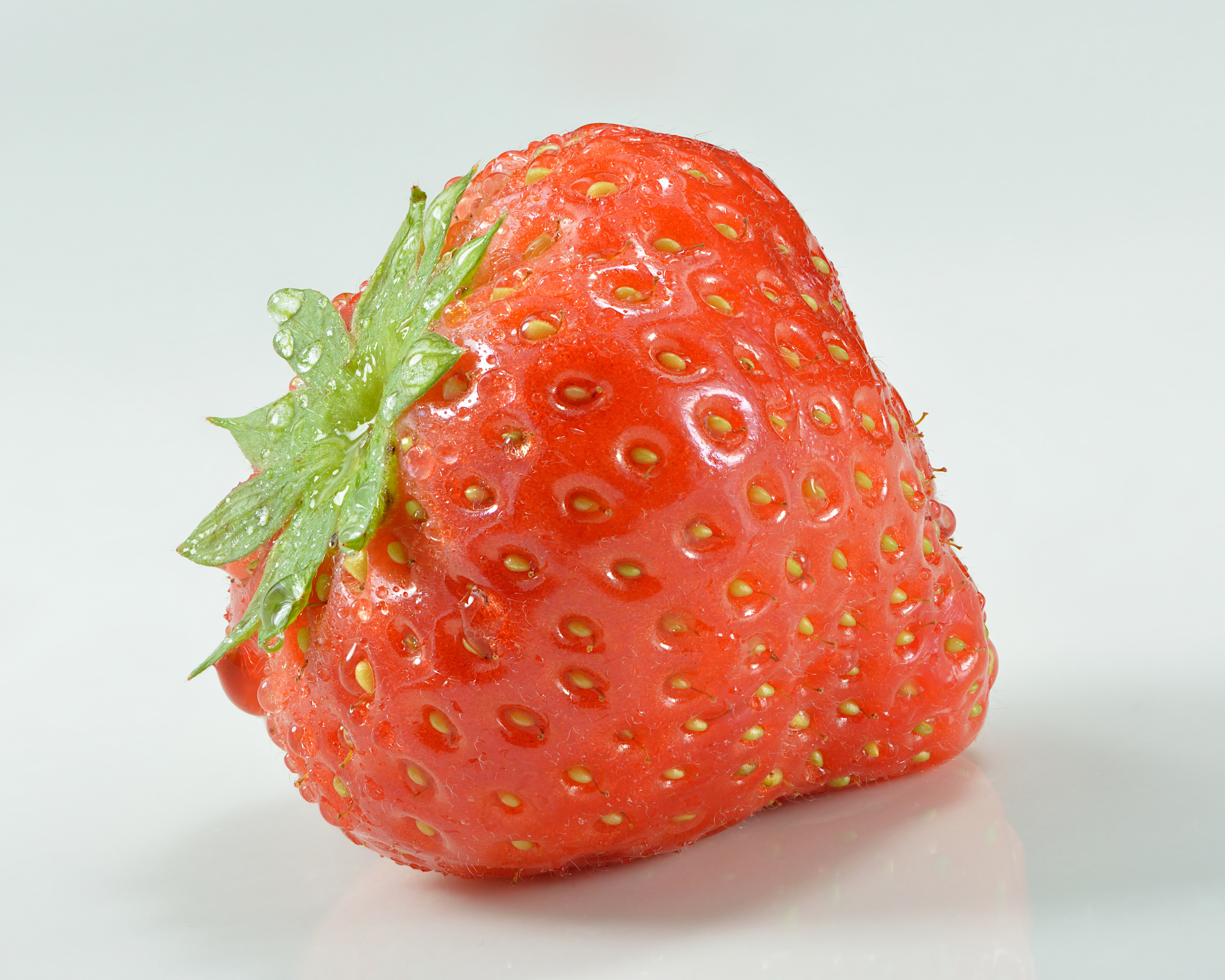
Erdbeeren enthalten Octylpropionat

Octylpropionat kommt in Erdbeeren, Pfirsich, Hopfen, sowie in Siparuna thecaphora, Eugenia pyriformis und Tetrataenium neophyllum vor.

## Gewinnung und Darstellung
Octylpropionat kann durch Veresterung von 1-Octanol mit Propionsäure gewonnen werden.

## Verwendung
Octylpropionat wird als Aromastoff verwendet und ist in der EU unter der FL-Nummer 09.126 für Lebensmittel allgemein zugelassen. Es wird außerdem gelegentlich als interner Standard für GC-MS-Analysen verwendet.